# Назарово (Вологодский район)
Наза́рово — деревня в Вологодском районе Вологодской области.
Входит в состав Лесковского сельского поселения, с точки зрения административно-территориального деления — в Лесковский сельсовет.
Расстояние по автодороге до районного центра Вологды — 21 км, до центра муниципального образования Лесково — 6 км. Ближайшие населённые пункты — Кубаево, Новое, Старое.
По переписи 2002 года население — 1 человек.